# Enicoptera tortuosa
Enicoptera tortuosa är en tvåvingeart som beskrevs av Walker 1860. Enicoptera tortuosa ingår i släktet Enicoptera och familjen borrflugor. Inga underarter finns listade i Catalogue of Life.